# Шазел (Горња Лоара)
Шазел (фр. Chazelles) насеље је и општина у централној Француској у региону Оверња, у департману Горња Лоара која припада префектури Бријуд.
По подацима из 2011. године у општини је живело 37 становника, а густина насељености је износила 7,55 становника/km². Општина се простире на површини од 4,9 km². Налази се на средњој надморској висини од 650 метара (максималној 1.013 m, а минималној 626 m).

## Демографија
| 1962. | 1968. | 1975. | 1982. | 1990. | 1999. | 2011. |
| ----- | ----- | ----- | ----- | ----- | ----- | ----- |
| 19    | 26    | 27    | 27    | 32    | 34    | 37    |

График промене броја становника у току последњих година